# Heinrich G. Merkel
Heinrich Georg Merkel (* 12. Februar 1900 in Trebnitz, Landkreis Trebnitz, Provinz Schlesien; † 15. Oktober 1985 in Nürnberg) war ein deutscher Zeitungs- und Buchverleger, Mitgesellschafter und Mitherausgeber der „Nürnberger Nachrichten“ und Aufsichtsratsvorsitzender der Deutschen Nachrichtenagentur (DENA).

## Leben und Wirken
Nach dem Besuch des Gymnasiums studierte Merkel an der Universität Breslau Rechtswissenschaft und Volkswirtschaftslehre. Nach dem Studium war er von 1923 bis 1933 Geschäftsführer der „Darlehenskasse der Deutschen Studentenschaft“ und der „Wirtschaftshilfe“, Vorläufern des Deutschen Studentenwerks. Später war er im Bankwesen, in der Industrie und im Verlagswesen tätig. Von 1939 bis Anfang 1945 arbeitete er als Verlagsdirektor im Leipziger Musikverlag Hans C. Sikorski KG (s. Sikorski Musikverlage), der 1938 aus der Zusammenlegung der enteigneten jüdischen Verlage Anton J. Benjamin, N. Simrock und D. Rahter entstanden war.
1945 erhielt er von der amerikanischen Besatzungsmacht die Lizenz für die Herausgabe der Main-Post in Würzburg. Am 1. Januar 1949 holte ihn Joseph E. Drexel als Mitherausgeber und Mitgesellschafter zu den Nürnberger Nachrichten. Dort betreute Merkel den verlegerischen und kaufmännischen Bereich.
Als aus den drei westlichen Besatzungszonen 1949 die Bundesrepublik Deutschland entstand, wurden nach und nach die Lizenzpflicht und Pressekontrolle aufgehoben. Nun traten auch die Altverleger wieder in den Wettbewerb ein, die bis dahin keine Lizenz erhalten hatten. In dieser Situation trug Heinrich G. Merkel entscheidend dazu bei, dass sich Lizenzträger und Altverleger – die sich bis dahin in verschiedenen Gremien organisiert hatten – in einem Verband zusammenschlossen.
Merkel war Mitbegründer des Verbandes Bayerischer Zeitungsverleger, von 1945 bis 1951 dessen Vorstandsmitglied, von 1951 bis 1965 Vorsitzender und anschließend Ehrenvorsitzender. Von 1953 bis 1969 war er Aufsichtsratsvorsitzender der Deutschen Nachrichten AG und von 1951 bis 1968 Mitglied im Aufsichtsrat der Deutschen Presse-Agentur. Als am 7. Juli 1958 die Pressevereinigung für neue Publikationsmittel e. V. gegründet wurde, um die Interessen des Bundesverbandes Deutscher Zeitungsverleger (BDVZ), seiner Landesverbände und von Teilen der Verleger zu koordinieren, übernahm Heinrich G. Merkel bis 1979 das Amt des Vorstandsvorsitzenden. „Aufgabe der Pressevereinigung war es, die Rundfunk- und Medienlandschaft zu beobachten und eine privatwirtschaftliche Beteiligung der Verleger auf diesen Feldern zu propagieren und zu erreichen. Die Pressevereinigung arbeitete rege mit dem BDZV und anderen Verbänden des Pressewesens zusammen.“ Seit 1968 war Merkel Vizepräsident des Bundesverbandes Deutscher Zeitungsverleger, Bad Godesberg.
Merkel unterstützte und förderte auch nach 1945 Studierende zum einen durch seine ehrenamtliche Mitarbeit beim Studentenwerk Nürnberg und zum anderen auch in der Carl-Duisberg-Gesellschaft und in der Studienstiftung des deutschen Volkes. Weil er sich auch um die Entwicklung der Hochschule für Wirtschafts- und Sozialwissenschaften Nürnberg verdient machte, wurde er zu deren Ehrensenator ernannt.
In Breslau war Heinrich G. Merkel eine Zeit lang Schüler von Otto Mueller, einem der „Brücke“-Maler in der Hochblüte des deutschen Expressionismus. Auf Grund dieser seiner Liebe zur Kunst übernahm Merkel den Vorsitz der 1980 gegründeten „Gesellschaft der Freunde der Akademie der bildenden Künste in Nürnberg“. Die Akademie ernannte ihn später zu ihrem Ehrenmitglied.
Kunst, Kultur und Geschichte seiner schlesischen Heimat hatten in Heinrich G. Merkel einen treuen Bewahrer. So erschien im „Verlag Nürnberger Presse“ das Organ der Freunde und Förderer der Stiftung Kulturwerk Schlesien: „Schlesien - Eine Vierteljahresschrift für Kunst, Wissenschaft und Volkstum. Niederschlesien, Oberschlesien, Sudetenschlesien“.
Merkel war dreimal verheiratet; aus seinen Ehen gingen 4 Kinder hervor.

## Ehrungen
- 1955: Ehrensenator der Hochschule für Wirtschafts- und Sozialwissenschaften Nürnberg
- 1964: Großes Bundesverdienstkreuz
- 1966: Bayerischer Verdienstorden
- 1976: Eichendorff-Medaille
- 1978: Staatsmedaille für besondere Verdienste um die bayerische Wirtschaft
- 1980: Großes Bundesverdienstkreuz mit Stern des Verdienstordens der Bundesrepublik Deutschland

## Veröffentlichungen
- Reinhold Schairer; Heinrich Merkel: Handbuch für die Arbeit der Zweigstellen der „Darlehnskasse der Deutschen Studentenschaft e. V.“. Bearbeitet von der Geschäftsführung. Dresden A 24, Kaitzer Str. 2: Selbstverlag der Darlehnskasse
- Darlehnskassen für Studierende in aller Welt. Eine Studie über neue Wege der Finanzierung im Stipendienwesen verschiedener Länder. Unter Mitarbeit von Karl Epting. Hrsg. vom Weltstudentenwerk, Abteilung der studentischen Selbsthilfe und Gemeinschaftsarbeit, Genf. – Berlin; Leipzig: de Gruyter, 1932, VI, 85 S.
- Joseph E. Drexel und Heinrich G.Merkel (Hrsg.): Frankenspiegel. Monatsschrift für geistiges Leben in Franken. Nürnberg: Verlag Nürnberger Presse 1950
- Joseph E. Drexel und Heinrich G.Merkel (Hrsg.): Frankenspiegel: Zweimonatsschrift für geistiges Leben in Franken. Nürnberg: Verlag Nürnberger Presse, 1951
- Joseph E. Drexel und Heinrich G.Merkel (Hrsg.): Baukunst und Werkform vereinigt mit der Zeitschrift „die neue Stadt“. Eine Monatszeitschrift für alle Gebiete der Gestaltung begründet von Alfons Leitl. Nürnberg: Verlag Nürnberger Presse. 1959 f.
- Heinrich Georg Merkel: Menschen und Begegnungen. Anstelle eines Vorworts. In: Lotte Foth; Ludwig Baer; Heinrich Sperl: Menschen und Begegnungen. Dr. Joseph E. Drexel zum 60. Geburtstag. Nürnberg: Selbstverlag der Herausgeber, 1956, 106 S., hier: S. 7 f.
- Ernst Niekisch; Hans Walter; Wilhelm Puff; Hermann Scheler; Ludwig von Ficker; Heinrich G. Merkel; Fabian von Schlabrendorff; Max von Brück; Helmut Lindemann; Wilhelm R. Beyer: Die Freunde und der Freund. Joseph E. Drexel zum 70. Geburtstag, 6. Juni 1966. Nürnberg: Verlag Nürnberger Presse, 1966, 51 Bl.